# Stachys brachyclada
Stachys brachyclada là một loài thực vật có hoa trong họ Hoa môi. Loài này được Noë ex Coss. miêu tả khoa học đầu tiên năm 1854.